# Awni Karoumi
Awni Karoumi (arabisch عوني كرومي, DMG ʿAunī Karūmī; * 22. Juli 1945 in Mosul, Provinz Ninawa; † 27. Mai 2006 in Berlin) war ein irakischer Regisseur, Theaterwissenschaftler. Bis 1990 war er Assistenzprofessor an der Akademie der Schönen Künste in Bagdad, danach ordentlicher Professor an der Yarmuk-Universität in Jordanien.

## Lebenslauf
Karoumi studierte zwischen 1962 und 1965 Schauspiel und Regie am Institut der Schönen Künste in Bagdad. Er schloss das Studium mit einem Diplom in Theaterkunst ab. 1972 erwarb er das Diplom in Theaterwissenschaft, Sektion Ästhetik und Kunstwissenschaften der Humboldt-Universität zu Berlin. 1976 promovierte er zum Dr. phil. in Theaterwissenschaften, Sektion Ästhetik und Kunstwissenschaften der Humboldt-Universität.
Er arbeitete anschließend von 1977 bis 1981 als für Theaterwissenschaften an der Akademie der Schönen Künste Bagdad, wo er 1981 zum Assistenzprofessor für Theaterwissenschaft aufstieg. Diesen Posten hatte er bis 1990 inne und übernahm dann von 1991 bis 1995 eine Professur für Theaterwissenschaft an der Fakultät für Erziehung und Schöne Künste der Yarmuk-Universität in Irbid (Jordanien).
Seit 1995 war er freiberuflich an verschiedenen Theatern und Universitäten tätig, unter anderem am Theater an der Ruhr.
Zu jener Zeit beantragte er mit seiner Familie in Deutschland Asyl, nachdem er zunächst in Bagdad, später auch in Jordanien wegen seiner Inszenierungen ins Visier islamischer Fundamentalisten geraten war.
Seine Schwerpunkte lagen in der Lehre der Schauspielkunst, Regiekunst, Theaterwissenschaft, Interpretation und Analyse, Theaterkritik und Theatergeschichte. Außerdem engagierte er sich in der wissenschaftlichen Betreuung der M.A.-Arbeiten mehrerer Studenten.

## Eigene Inszenierungen
Karoumi inszenierte hauptsächlich in Bagdad, später, ab 1996 dann auch in Deutschland, vor allem in Berlin. Daneben trat er aber auch in anderen Ländern, vornehmlich im arabischen Raum in Erscheinung. Insbesondere brachte er in seiner Zeit an der Yarmuk-Universität in Irbid mehrere Theaterstücke auf die Bühne.
| Stadt    | Jahr          | Werk | Ensemble / Bühne                            |
| -------- | ------------- | --- | ------------------------------------------- |
| Bagdad   | 1964          | futûr as-sâ´a ath-thâmina (Frühstück um Acht)                                                                         | Institut der schönen Künste                 |
| Bagdad   | 1966          | fî-mintaqa al-hattar (Gefährliche Zone), von Eugene O’Neill                                                           | Akademie der Schönen Künste                 |
| Bagdad   | 1969          | Caligula, von Albert Camus                                                                                            | Akademie der Schönen Künste                 |
| Bagdad   | 1974          | ratâ ûr (Klage über Ur), eigene Bearbeitung nach einem altorientalischen dramatischen Text, Verfasser unbekannt       | Akademie der Schönen Künste                 |
| Bagdad   | 1978          | Leben des Galilei, von Bertolt Brecht                                                                                 | Akademie der Schönen Künste                 |
| Bagdad   | 1979          | Coriolanus von William Shakespeare                                                                                    | Akademie der Schönen Künste                 |
| Bagdad   | 1980          | Die Geschichte der Simone Marchard, von Bertolt Brecht (zusammen mit Joachim Fiebach, Humboldt-Universität zu Berlin) | Akademie der Schönen Künste                 |
| Bagdad   | 1981          | ma´âsat Tammûz (Tragödie des Tammouz), eigene Bearbeitung nach einem altsumerischen Text, Verfasser unbekannt         | Akademie der Schönen Künste                 |
| Bagdad   | 1984/85       | Die Schlacht, von Heiner Müller                                                                                       | Akademie der Schönen Künste                 |
| Bagdad   | 1985          | tasawulât masrahîya (Theaterfragen), eigene Bearbeitung verschiedener literarischer Vorlagen                          | Akademie der Schönen Künste                 |
| Bagdad   | 1985          | Der Jasager und der Neinsager, von Bertolt Brecht                                                                     | Akademie der Schönen Künste                 |
| Bagdad   | 1989          | tadahulât al-farah wa-l-huzn (Ineinanderdringen von Freude und Trauer), von Fauziya asch-Schuwaisch                   | Akademie der Schönen Künste                 |
| Bagdad   | 1974          | mubadarât (Der Lohndrücker), von Heiner Müller                                                                        | Bagdad, Nationaltheater                     |
| Bagdad   | 1980          | fauqa rasif ar-radab (Über der Linie der Ablehnung), von Hamda Hamis                                                  | Bagdad, Nationaltheater                     |
| Bagdad   | 1981          | al-ghaib (Der Abwesende), von Farouq Muhammad                                                                         | Bagdad, Nationaltheater                     |
| Bagdad   | 1977          | hikâya li-atfâlina al-a´zîza (Geschichten für unsere lieben Kinder), von Ma`ât Yousif                                 | Ensemble der Volksbühne                     |
| Bagdad   | 1979          | Fräulein Julie, von August Strindberg                                                                                 | Ensemble der Volksbühne                     |
| Bagdad   | 1979          | al-inschûda (Mein armer Marat oder Leningrader Romanze), von A.N. Arbusow                                             | Ensemble der Volksbühne                     |
| Bagdad   | 1980          | qasâ´id masrahîya (Theatergedichte), von Rafael Alberti                                                               | Ensemble der Volksbühne                     |
| Bagdad   | 1981          | kaschha wa-nafha (Elegant und eine Hohle Nuß), von Farouq Muhammad                                                    | Ensemble der Volksbühne                     |
| Bagdad   | 1985          | Der gute Mensch von Sezuan, von Bertolt Brecht                                                                        | Ensemble der Volksbühne                     |
| Bagdad   | 1986          | surah as-samt al-ahras (Der Schrei der stummen Stille), von Muhi ad-Din Zengene                                       | Ensemble der Volksbühne                     |
| Bagdad   | 1987          | tarnimat al-kursî al-hazâz (Melodie des Schaukelstuhls), von Faruq Mohammed                                           | Ensemble der Volksbühne                     |
| Bagdad   | 1988/89       | bîr wa-schanaschîl (Brunnen und Gitterfenster), von Abbâs Harbi nach Maxim Gorkis „Nachtasyl“                         | Ensemble der Volksbühne                     |
| Bagdad   | 1979          | lâ tanzûr min tuqb al-bâb (Schau nicht durch’s Schlüsselloch), von Firhan Bulbul                                      | Ensemble des Arbeitertheaters               |
| Bagdad   | 1979          | al-mihafaza (Die Tasche), von Mu´tassar as-Soudani nach einem bulgarischen Stück                                      | Ensemble des Arbeitertheaters               |
| Bagdad   | 1970          | al-masîh yuslab min dschadîd (Der Messias wird von neuem gekreuzigt), nach einem Roman von Nikos Kazantzakis          | Experimentelles Institut                    |
| Bagdad   | 1978          | as-samt wa-d-diyâb (Die Stille und die Wölfe), Adaption nach Tair Abd al-Wahhab                                       | Ensemble des Jugendtheaters                 |
| Bagdad   | 1979          | as-Sahira (Die Zauberin), von Faiq al-Hakim                                                                           | Al-Hansa-Ensemble                           |
| Bagdad   | 1966          | al-baht `an al-athâr (Die Suche nach den Altertümern), von Dschafar al-Muzaffar                                       | Ensemble der Medizinischen Fakultät         |
| Bagdad   | 1967          | rahlat al-muktaschif (Die Reise des Entdeckers), von Dschafar al-Muzaffar                                             | Ensemble der Medizinischen Fakultät         |
| Bagdad   | 1965          | `inda as-salîb (Am Kreuz), Verfasser unbekannt                                                                        | Al-Qadis Yousif-Zentrum                     |
| Bagdad   | 1966          | Der Vater, von August Strindberg                                                                                      | Al-Qadis Yousif-Zentrum                     |
| Bagdad   | 1966          | wafaqa sannun tabaqa (Einer sieht dem andern ähnlich), nach einem Stück von Eugène Ionesco                            | Al-Qadis Yousif-Zentrum                     |
| Bagdad   | 1967          | sitra tausâ (Eine bestellte Jacke), von Dschafar Ali                                                                  | Al-Qadis Yousif-Zentrum                     |
| Bagdad   | 1967          | az-zulma (Die Dunkelheit), eigene Adaption                                                                            | Al-Qadis Yousif-Zentrum                     |
| Bagdad   | 1967          | al-madîna al-mafquda (Die verlorene Stadt), von Qasim Hawwal                                                          | Al-Qadis Yousif-Zentrum                     |
| Bagdad   | 1967          | al-mahraqa as-sa`îda (Der glückliche Scheiterhaufen), Adaption nach Martin Descalco                                   | Al-Qadis Yousif-Zentrum                     |
| Bagdad   | 1968          | ayûha ar-radschûl - kam anta dschamîl (Oh Mann, wie schön bist Du), Bearbeitung von Dschafar al-Muzaffar              | Al-Qadis Yousif-Zentrum                     |
| Bagdad   | 1969          | Das letzte Band, von Samuel Beckett                                                                                   | Französisches Kulturzentrum                 |
| Girardot | 1968          | hâdim al-muhâmî (Der Diener des Rechtsanwalts), von Dschafar al-Muzaffar                                              | unbekannt                                   |
| Doha     | 1985          | abnâ wa-abâ (Söhne und Väter), eigene Adaption nach einem kubanischen Text                                            | Ensemble des Asch-Schadd wa-l-Adwa-Theaters |
| Doha     | 1985          | ar-ridschâl wa-l-bahr (Die Männer und das Meer), eigene Adaption nach einem tunesischen Stück                         | Ensemble des Asch-Schadd wa-l-Adwa-Theaters |
| Kuwait   | 1989          | Sara, eigene Adaption nach Bertolt Brechts „Der kaukasische Kreidekreis“                                              | Arabisches Theater                          |
| Tunis    | 1991          | al-masâ al-akhîr (Die letzte Nacht), eigene Adaption nach verschiedenen literarischen Texten                          | Ensemble der arabischen Theaterunion        |
| Irbid    | 1992          | Der blaue Vogel, von Maurice Maeterlinck                                                                              | Theater der Yarmuk-Universität              |
| Irbid    | 1992          | Fräulein Julie, von August Strindberg                                                                                 | Theater der Yarmuk-Universität              |
| Irbid    | 1993          | Onkel Wanja, von Anton Tschechow                                                                                      | Theater der Yarmuk-Universität              |
| Irbid    | 1994          | Antigone, von Jean Anouilh                                                                                            | Theater der Yarmuk-Universität              |
| Irbid    | 1994          | Gesichter des Theaters, eigene Bearbeitung                                                                            | Theater der Yarmuk-Universität              |
| Irbid    | 1994/95       | Das Missverständnis, von Albert Camus                                                                                 | Theater der Yarmuk-Universität              |
| Amman    | 1992          | al-qîscha („Das Staubkorn“), von Farouq Muhammad                                                                      | Kulturministerium                           |
| Kairo    | 1994          | Die Stunde, da wir voneinander nichts wußten, von Peter Handke (zusammen mit Ios Chopol)                              | Al-Hanagîr-Theater                          |
| Kairo    | 2001          | Die Brandstifter (Mohammad El Saouf nach Max Frisch)                                                                  | Al-Hanagîr-Theater                          |
| Berlin   | 1996          | Die Melodie des Schaukelstuhls, von Farouk Muhammad                                                                   | Haus der Kulturen der Welt                  |
| Berlin   | 1996          | Die Blinden, von Maurice Maeterlinck                                                                                  | Schaubühne Berlin                           |
| Berlin   | 1999          | Der Herr und der Knecht, Bearbeitung nach einem altbabylonischen Text                                                 | Schaubühne Berlin                           |
| Berlin   | 2000          | Die Laterne von Saleh Karama                                                                                          | Schaubühne Berlin                           |
| Berlin   | 2000          | Fatima, nach einer Novelle von Khalil Abed Rabou                                                                      | Schaubühne Berlin                           |
| Berlin   | 2001 und 2006 | Der Nachtreisende von Salah Abd Es Sabour                                                                             | Schaubühne Berlin                           |
| Berlin   | 2002          | Fräulein Julie von August Strindberg                                                                                  | Schaubühne Berlin                           |

## Als Schauspieler
Als Schauspieler trat Karoumi vor allem 1997 in Erscheinung. Er spielte im Theater an der Ruhr unter der Regie von Roberto Ciulli in dem Stück „Schlangenhaut“ und in Berlin in Ein Bericht für eine Akademie nach Franz Kafka unter der Regie von Saleh Husseini.
Im gleichen Jahr spielte er in Bahrain in den Stücken „at-tawarbuk“ („Die Etagen“), von Fauziya asch-Schuwaisch, „al khiyûl“ („Die Pferde“) von Ibrahim Abdallah Ghuloum und „dschuwîra“ von Aqîl Suâr. 2002 trat er nochmals in Bahrain auf in „Die Vorstellung hat noch nicht begonnen“ von Ismael Fehat.

## Wissenschaftliche Vorträge
Karoumi wurde auch durch seine weltweit gehaltenen theaterwissenschaftlichen Vorträge, die ihn durch die gesamte arabische Welt, aber auch nach Europa und sogar nach Kuba führten, bekannt.
| Jahr | Ort                                                                  | Thema |
| ---- | -------------------------------------------------------------------- | --- |
| 1974 | Berlin, Internationales Theaterinstitut (ITI)                        | „On the problems of depicting social reality in the Iraqi theater“ |
| 1976 | Berlin, Humboldt-Universität zu Berlin                               | „Das irakische Theater nach der Revolution des 14. Juli“ |
| 1978 | Havanna, Akademie der Schönen Künste                                 | „Das Jugendtheater und die Spezifik des experimentellen Theaters im Irak“                                                                                                |
| 1980 | Berlin, Brecht-Zentrum                                               | „Die Rezeption Brechts im Irak“ |
| 1988 | al-Kuwait, 1. Festival des Arabischen Theaters der Golfstaaten       | „Theater und Publikum“ |
| 1990 | Doha, 2. Festival des Arabischen Theaters der Golfstaaten            | „Über die technische Seite der Schauspielkunst - Bewegungssprache des Theaters“                                                                                          |
| 1991 | Amman, Königliches Kulturzentrum, 1. Jordanisches Theaterfestival    | „Arabisches Theater oder Theater im arabischen Raum“ |
| 1991 | Tunis, Karthago-Festival                                             | „Über die Erscheinungsformen des alt-irakischen Theaters“ |
| 1992 | Amman, 2. Al-Quds Festival                                           | „Botschaft des Theaters“ |
| 1993 | Kairo, 5. Kairoer Festival des Experimentellen Theaters              | „Über die Krise der Kritikermethoden gegenüber dem experimentellen Theater“                                                                                              |
| 1994 | Bahrain, Manamah, 4. Festival des Arabischen Theaters der Golfländer | „Über Szenographie des Theaters“ |
| 1995 | Amman, 2. Theaterfestival                                            | „Name des Theaterstücks: Onkel Wanja“ |
| 1996 | Rom, Dionysos-Festival                                               | „Über den realen Raum und seine Funktion bei dem Erwecken und der Bewahrung des Gedächtnisses in der Theaterszenographie, dargestellt anhand einer eigenen Inszenierung“ |
| 1996 | Brüssel, 1. Irakisches Theaterfestival im Exil                       | „Meine Erfahrungen im irakischen Theater“ |
| 1997 | Sibiu (Rumänien), Sibiu-Theaterfestival                              | „Meine persönlichen Erfahrungen mit dem Autor Bertolt Brecht in den arabischen Ländern“                                                                                  |

## Liste der Veröffentlichungen in arabischer Sprache

### Bücher
- 1979 turudsch tadrîs at-tamthîl (Methodik des Schauspielunterrichts), Bagdad
- 1980 fann-al- tamthîl (Die Schauspielkunst), Bagdad
- 1982 al-masrah al-madrasî (Das schulische Theater), Bagdad
- 1993 muqadima fî-l-masrah (Einführung in das Theater), Irbid; hawl an-naqd al-masrahî (Über die Theaterkritik), Irbid
- 1998 Rûbîrtû Giûllî wa-masrah ar-rûr (Roberto Ciulli und das Theater an der Ruhr), Kulturministerium Syrien, Damaskus
- 2001 Roberto Ciulli und zwanzig Jahre an der Ruhr -Kairo Deutschland Gegenwärtiges Theater - Qatar
- 2006 Theater Labor - Vereinigte Emirates
- 2006 das Schultheater - Vereinigte Emirates

### Maschinengeschriebene Titel (in Arabisch)
- 1983 Schauspielkunst, für das 3. Studienjahr, Bagdad
- 1984 Regiekunst im Theater, Bagdad
- 1984 Entwurf zur Methodik der Arbeit am Volkstheater, Bagdad
- 1989 Forschungsprogramm zum experimentellen Theater, Bagdad
- 1989 Schauspielkunst – Bewegungssprache im Theater, Bagdad

### Artikel
- 1974 wazifat al-muhridsch fî-l-masrah (Funktion des Regisseurs im Theater), in: Madschalla al-Mataqqaf al-Arabî, Nr. 4;
- awrâq ghair mansûra ´an Taufîq al-Basrî (unpublizierte Papiere über Tafiq al-Basri), in: Madschalla as-Sînima wa-l-Masrah, Nr. 3;

al-film at-tasdschîlî (Der Dokumentarfilm), in: Madschalla as-Sînima wa-l-Masrah, Nr. 4
- 1978 al-masrah fî-riyâd al-atfââl (Das Theater im Kindergarten), in: Madschalla al-Aqlâm, Nr. 2;
- Hypothesen im altirakischen Theater, in: Madschalla al-Aqlâm, Nr. 3
- 1979 Krotowski und das arme Theater, In: Madschalla al-Aqlâm, Nr. 2;
- Das Theater Heiner Müllers, in: Madschalla al-Aqlâm, Nr. 2
- 1987 Die Bewegung im Theater, in: Madschalla Fadâ´at Masrahîya, Nr. 3
- 1991 Über das 1. Jordanische Theaterfestival, in: al-Fanûn, Nr. 10
- 1992 Fragen der Entfremdung des arabischen Theaters, in: Masrah al-Urdunî, Nr. 1 fann at-tamtil (Die Schauspielkunst), in: al-Fanûn, Nr. 1
- 1994 asch-schaklaniyîn wa-tadschrîb fî-l-masrah (Probleme der Formalisten und die Situation des experimentellen Theaters), in: Dirasât Masrahîya, Nr. 3;
- al-haraqa-lughat al-masrah (Die Bewegungssprache des Theaters), in: al-Hayat al-Masrahîya, Band 47

## Liste der Veröffentlichungen in Deutsch und Englisch
- 1974 Jawad Salim, ein moderner Künstler des Irak, in: Bildende Kunst, Heft 3;
- Neue Stücke im syrischen Theater, in: Theater der Zeit, Nr. 8;
- Erzählung von Nureddin al-Sadiq, in: ebenda;
- Brecht im Irak, in: Theater der Zeit, Nr. 9;
- Die Bedeutung der Inszenierung von Brechts „Herr Puntila und sein Knecht Matti“ in Bagdad, Frühjahr 1973, in: Wissenschaftliche Zeitschrift der Humboldt-Universität zu Berlin, Ges. Sprachw. R. XXIII, 1974, 3/4
- 1977 On the problems of depicting social reality in the Iraqi theater, in: Theater and Social Reality, Berlin
- 1980 Brecht im Irak, in: Brecht 80. Berlin
- 1982 Probleme der Entwicklung und der gegenwärtigen Situation des arabischen-irakischen Theaters, in: Material zum Theater, Nr. 165, Reihe: * Internationales Theater, H. 12, Berlin
- 1998 Der Skandal in Damaskus um Brechts Kleinbürgerhochzeit, in: INAMO Nr. 14/15, Sommer/Herbst 1998
- 2000 Ein Regisseur über Arabisches theater –Theater der Zeit

## Mitgliedschaft in Organisationen, Funktionen
In Bagdad war Karoumi ab 1977 vierzehn Jahre lang Mitglied des Wissenschaftlichen Rates der Universität und Mitglied des Rates der Theaterfakultät. Ab 1975 war er auch Künstlerischer Direktor der Volksbühne und gehörte ab 1977 der irakischen Künstlergewerkschaft an. 1987 wurde er zudem Mitglied des irakischen Internationalen Theaterinstituts (ITI) und im darauffolgenden Jahre Mitglied des Hohen Komitees des Bagdader Theaterfestivals.
In Kuwait gehörte er 1989 unter anderem dem Ensemble des Arabischen Theaters an.
Während seiner Zeit in Irbid war er Mitglied des Rates der Fakultät der Schönen Künste der Yarmuk-Universität und ab 1992 Leiter der Abteilung Drama der Yarmuk-Universität.
In Berlin gehörte er 1998 zu den Gründern des „Theatervereins Masrah-Theater“.

## Auszeichnungen und Anerkennung
1978 erhielt Karoumi einen 1. Preis für die Produktion von „Das Leben des Galileo Galilei“ auf dem Universitätsfestival Mosul und eine Anerkennungsmedaille für „Die Stille und die Wölfe“ in Havanna. Ein Jahr später wurde er mit dem 1. Preis für „Schau nicht durchs Schlüsselloch“ beim Festival des Arbeitertheaters in Bagdad geehrt. Ebenfalls in Bagdad bekam er 1980 den Titel als „Bester irakischer Regisseur“ für „Theatergedichte“ und „Über der Linie der Ablehnung“.
1987 ehrte das Karthago Festival in Tunis Karoumi mit dem 1. Preis für die Regie von „Melodie des Schaukelstuhls“ und er erhielt die „Silbermedaille für 25jährige Theaterarbeit im Irak“.
1991 bekam er eine Goldmedaille als „Anerkennung als avantgardistischer Theaterschaffender“ beim Karthago Festival in Tunis. Es folgte 1999 eine Ehrenurkunde für die Regie des Stückes „Die Etagen“ von Fauziya asch-Schuwaisch beim „Festival der Dichtung“ in Bahrain.